# Скорострельное 3-фунтовое орудие Виккерс
QF 3-pounder Vickers (англ. Скорострельная 3-фунтовая пушка) — британское 50-калиберное 47-мм орудие производства оружейной компании «Vickers». На то время в британском флоте классификация малокалиберных орудий шла по массе снаряда. Отсюда название «3-фунтовое», так как масса снаряда составляла примерно 3 фунта (1,4 кг). Начало эксплуатироваться примерно в 1900 году. Устанавливалось на кораблях ВМФ Великобритании во время Первой мировой войны. По мощи и скорострельности превосходило своего 3-фунтового предшественника производства «Hotchkiss». Для стрельбы использовало снаряды 47×360mmR c взрывчатым веществом типа тринитрофенол, использовавшиеся и «Hotckiss».

## Производство и применение

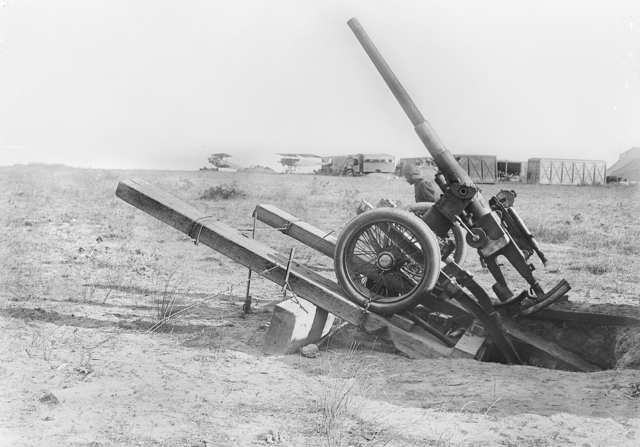
3-фунтовое зенитное орудие у Тенедоса, 1915 год. Фото авторства Эрнеста Брукса

Производство первых орудий началось в 1904 году. Королевскими ВМС Великобританиями было закуплено 154 зенитных орудия, которые были установлены как на малые корабли (мониторы), так и на линкоры для борьбы с вражескими миноносцами. На линкор ставилось до 4 таких орудий, но чаще они использовались как салютные. В 1905 году серийное производство началось на заводах Vickers: к 1936 году, когда производство закончилось, было изготовлено 600 таких орудий. К 1911 году на вооружении состояло 193 орудия, которые стали стандартом зенитной артиллерии к 1915 году. Тем не менее, во время Первой мировой войны эти орудия были признаны неэффективными и были сняты с ряда кораблей.
В послевоенные годы их устанавливали на малые корабли и на речные суда. К 1927 году как минимум 62 орудия были переоборудованы в наземные зенитные орудия, использовавшиеся и во время Второй мировой войны. С целью эксперимента одно такое орудие даже было установлено на опытный образец тяжёлого танка Vickers A1E1 Independent.

### Корабли ВМС Великобритании
3-фунтовое орудие Vickers устанавливалось на следующие корабли британского флота:
- Линейные корабли типа «Беллерофон» (замена 3-фунтовых орудий «Hotckiss» в ходе строительства)
- Линейные корабли типа «Сент-Винсент» (при постройке)
- HMS Neptune (1909) (при постройке)
- Линейные корабли типа «Колоссус» (при постройке)
- Линейные корабли типа «Орион» (при постройке)
- Линейные корабли типа «Кинг Джордж V» (1911) (при постройке)
- Линейные корабли типа «Айрон Дюк» (при постройке)
- HMS Erin
- HMS Canada
- Линейные корабли типа «Куин Элизабет» (салютные пушки)
- Линейные корабли типа «Ривендж» (салютные пушки)
- Бронепалубные крейсера типа «Веймут»
- Крейсера-скауты типа «Бодицея»
- Крейсера-скауты типа «Блонд»
- Крейсера-скауты типа «Эктив»
- Шлюпы типа «Флауэр»